# Human Technology
Human Technology: An Interdisciplinary Journal on Humans in ICT Environments est une revue scientifique de classe A, internationale et en ligne. Elle est éditée par le 
centre Agora de l’université de Jyväskylä, Finlande deux fois par an depuis 2005.
L’éditeur en chef est Pertti Saariluoma, de l’université de Jyväskylä, la majorité des numéros est menée par un éditeur en chef invité.

## Objectifs
L’objectif de la revue est d’explorer tous les sujets liés à l’interaction entre les hommes et les technologies. Les articles évalués par les pairs cherchent à traiter des défis concernant les changements dans différents domaines sociaux liés aux usages des TICE.
La revue cherche à éditer des recherches à caractère interdisciplinaire sur l’impact des TICE sur les usagers, et par exemple   étudiant comment les TICE peuvent aider au développement personnel ou aux évolutions de compétences professionnelles, et comment elles peuvent améliorer l’innovation, l’éducation à distance, les évolutions socio-technologiques et la communication.
Le journal accueille volontiers les sujets de controverse et est intéressé à publier des idées non paradigmatiques ou non traditionnelles si elles sont conformes à un travail scientifique de qualité.

## Comité éditorial

### Éditeur en chef
- Pertti Saariluoma[1], université de Jyväskylä, Finlande

### Comité
- Jóse Cañas [2], université de Grenade, Espagne
- Karl-Heinz Hoffmann[3], professor, université technique de Munich, Allemagne
- Jim McGuigan[4], université de Loughborough, Grande-Bretagne
- Raul Pertierra[5], université Ateneo de Manila et université des Philippines, Philippines
- Lea Pulkkinen[6], université de Jyväskylä, Finlande
- Howard E. Sypher[7], université Purdue, États-Unis

## Indexation
La revue Human Technology est indexée dans le Directory of Open Access Journals de l’(université de Lund, est citée par exemple dans la base de données PsycINFO de l’American Psychological Association.